# 대한민국 상법 제466조
대한민국 상법 제466조는 주주의 회계장부열람권에 대한 상법 회사법의 조문이다.

## 조문
제466조 (주주의 회계장부열람권) (1) 발행주식의 총수의 100분의 3 이상에 해당하는 주식을 가진 주주는 이유를 붙인 서면으로 회계의 장부와 서류의 열람 또는 등사를 청구할 수 있다. 

(2) 회사는 제1항의 주주의 청구가 부당함을 증명하지 아니하면 이를 거부하지 못한다.

第466條 (株主의 會計帳簿閱覽權) ① 發行株式의 總數의 100分의 3 이상에 該當하는 株式을 가진 株主는 理由를 붙인 書面으로 會計의 帳簿와 書類의 閱覽 또는 謄寫를 請求할 수 있다. <改正 1998.12.28.>
②會社는 第1項의 株主의 請求가 不當함을 證明하지 아니하면 이를 拒否하지 못한다. <改正 1998.12.28.>

## 사례
- 삼성카드는 '금융산업의 구조개선에 의한 법률' 제24조에 따라 에버랜드 지분율을 5% 미만으로 낮춰야해 에버랜드 주식을 다른 투자자에게 팔 경우, 이를 통해 에버랜드 주식의 3% 이상을 취득한 투자자는 상법 제466조 및 제581조에 따라 회사 회계장부 및 서류에 대한 장부 열람권을 갖게 된다[1].
- 과도한 등기이사 보수로 논란을 빚은 영풍제지에 대하여 회계사 출신 한 소액주주는 "영풍제지는 상법 제 466조 제1항 등 관련 법규에 따라 오는 10일에서 15일 사이 등기이사 보수의 기준이 되는 서류와 회의록, 성과급 지급 품의서와 산출근거, 이사 개인별 지급내역을 증명하는 서류 등에 대한 열람 및 등사를 허용하라"고 촉구했다[2].
- 현대엘리베이터 지분의 35%를 보유한 쉰들러그룹이 경영권 견제와 대주주 감시를 위해 현대엘리베이터를 상대로 '회계장부 열람 소송'을 제기했다.[3]
- 주주의 회계장부열람권 행사를 거부할 시 현재 벌금에서 형사처벌로 법을 강화해야 한다는 주장도 있다[4].

## 해설
본 조항은 1962년 제정됐고 1998년에 제한선을 5%에서 3%로 완화했다.

## 판례
- 상법 제466조 제1항에서 정하고 있는 소수주주의 열람, 등사청구의 대상이 되는 '회계의 장부 및 서류'에는 소수주주가 열람, 등사를 구하는 이유와 실질적으로 관련이 있는 회계장부와 그 근거자료가 되는 회계서류를 가리키는 것으로서, 그것이 회계서류인 경우에는 그 작성명의인이 반드시 열람, 등사제공의무를 부담하는 회사로 국한되어야 하거나, 원본에 국한되는 것은 아니며, 열람, 등사제공의무를 부담하는 회사의 출자 또는 투자로 성립한 자회사의 회계장부라 할지라도 그것이 모자관계에 있는 모회사에 보관되어 있고, 또한 모회사의 회계상황을 파악하기 위한 근거자료로서 실질적으로 필요한 경우에는 모회사의 회계사류로서 모회사 소수주주의 열람, 등사청구의 대상이 될 수 있다[5]
- 상법 제466조 제1항 소정의 소수주주의 회계장부열람등사청구권을 피보전권리로 하여 당해 장부 등의 열람 등사를 명하는 가처분이 실질적으로 본안소송의 목적을 달성하여 버리는 면이 있다고 할지라도, 나중에 본안소송에서 패소가 확정되면 손해배상청구권이 인정되는 등으로 법률적으로 여전히 잠정적인 면을 가지고 있기 때문에 임시적인 조치로서 이러한 회계장부열람등사권을 피보전권리로 하는 가처분도 허용된다고 볼 것이고, 이러한 가처분을 허용함에 있어서는 피신청인인 회사에 대하여 직접 열람, 등사를 허용하라는 명령을 내리는 방법뿐만 아니라, 열람,등사의 대상 장부 등에 관하여 훼손, 폐기, 은닉, 개찬이 행하여질 위험이 있는 때에는 이를 방지하기 위하여 그 장부 등을 집행관에게 이전 보관시키는 가처분을 허용할 수도 있다[6]
- 회사의 정기주주총회에 적법하게 참석한 주주는 주주총회장에서의 질문, 의사진행 발언, 의결권의 행사 등의 주주총회에서의 통상적인 권리행사를 위해서는 별도로 상법 제466조에 따라 열람을 청구할 필요가 없다[7]
- 상법 제391조의3 제3항, 제466조 제1항에서 규정하고 있는 주주의 이사회의 의사록 또는 회계의 장부와 서류 등에 대한 열람·등사청구가 있는 경우, 회사는 그 청구가 부당함을 증명하여 이를 거부할 수 있는바, 주주의 열람·등사권 행사가 부당한 것인지 여부는 그 행사에 이르게 된 경위, 행사의 목적, 악의성 유무 등 제반 사정을 종합적으로 고려하여 판단하여야 할 것이고, 특히 주주의 이와 같은 열람·등사권의 행사가 회사업무의 운영 또는 주주 공동의 이익을 해치거나 주주가 회사의 경쟁자로서 그 취득한 정보를 경업에 이용할 우려가 있거나, 또는 회사에 지나치게 불리한 시기를 택하여 행사하는 경우 등에는 정당한 목적을 결하여 부당한 것이라고 보아야 한다.[8]

## 참고 문헌
- 주간무역-회계장부열람청구권

## 같이 보기
- 변호인의 열람등사권
- 정보공개청구권
- 주주권